# سول برودسكي
سول برودسكي (بالإنجليزية: Sol Brodsky)‏ هو رسام بالرصاص أمريكي، ولد في 22 أبريل 1923 في بروكلين في الولايات المتحدة، وتوفي في 4 يونيو 1984.